# えりのあ
えりのあ（生年非公表･4月30日生）は、日本のシンガーソングライター。福島県出身、栃木県大田原市在住。とちぎ未来大使、大田原市観光大使でもある。

## 概要
福島県双葉郡双葉町出身。小学校までを同町で過ごし、中学は茨城県稲敷市の学校を、高校は常総学院を卒業。栃木県大田原市の国際医療福祉大学へ入学し同市へ移住。社会福祉士・介護福祉士資格取得し、同大学を卒業後は福祉施設で勤務しつつシンガーソングライターとして、2008年にメジャーデビュー。
デビューと同時に、「えりのあ福祉基金」を立ち上げ、CDやグッズの売上の一部から、車椅子や障害者用の歩行器、施設用備品などを寄贈している。
キャンペーン・ソング、ご当地ソング、ゆるキャラソングなどの作詞、作曲、振り付けなどを手がけ、福祉に関するイベントや福祉施設等のイベントでコンサート活動をしている。
2008年より「えりのあ与一福祉まつり」を主催し、福祉施設利用者を招待するふれあいコンサートのほか、一般向けにもコンサートを行い収益金で福祉施設に備品を贈っている。

## 来歴
- 2005年3月 - 国際医療福祉大学医療福祉学部を卒業[3]
- 2008年6月 - 「瞳をとじないで」（CIMS Music Entertainment）でメジャーデビュー[3]
- 2009年
  - 4月3日 - ラジオ番組「えりのあ便り」放送開始。
  - 12月10日 - 栃木県知事より「とちぎ未来大使」委嘱を受ける[4]。
- 2013年
  - 8月 - 一般男性[注 1]との結婚を公式ブログで発表[5]。
  - 12月 - 宇都宮市の結婚式場で結婚式を行い、挙式・披露宴後にウェディングライブを一般公開で行った。
- 2016年10月2日 - 国際医療福祉大病院で長女を出産[6]
- 2017年4月17日 - 下野新聞で『えりのあのニコニコ育児日記』を連載開始。翌年3月まで毎月第1･第3月曜日掲載[7]。

## 作品

### シングル
- 『瞳をとじないで』2008年6月25日 CIMS Music Entertainmentより発売[2]
- 『そばにいて』2009年2月20日 CIMS Music Entertainmentより発売[2]
- 『栃木のうめぇもん』2010年3月 CIMS Music Entertainmentより発売[2]
- 『走れ とちまるくん』2011年3月 CIMS Music Entertainmentより発売[2]
- 『走れ デコトラ』2011年4月 CIMS Music Entertainmentより発売[2]
- 『手をとりあって』2011年6月15日 CIMS Music Entertainmentより発売[2]
- 『恋のチーズフォンデュ』2013年6月13日 CIMS Music Entertainmentより発売[2]

### ご当地ソング等
- 「食の回廊10街道」の歌『とちぎのうめぇもん』作詞・作曲・振り付け[4]
- 栃木県元気ニコニコ室長「とちまるくん」応援歌『走れとちまるくん』作詞・作曲・振り付け[4]
- とちぎナイスハート事業「ナイチュウ」の歌『やさしい気持ち』作詞・作曲・振り付け[4]
- 栃木県警「老人と子供にやさしい3S運動」の歌『3S運動』作詞・作曲・振り付け[4]
- 栃木県老人福祉協議会、21世紀協議会「介護の新３K運動」推進DVD　挿入歌『アリガトウ』『ありがとうが一杯』作詞・作曲[4]
- 矢板市「ともなりくん」の歌『わか和歌ほんわかともなりくん』作詞・作曲[4]
- 市貝町「サシバキャラクター」の歌『サシバのサッちゃん』作詞・作曲[4]
- 『那須町立東陽小学校校歌』作詞・作曲[8]
- 衆議院議員総選挙啓発CMソング『選挙に行こう』[4]
- 全国哥麿会のテーマソング『災害に負けるな子供たち』[4]
- デコトラ（デコレーショントラック）の歌『走れデコトラ』、『デコトラマーチ』[4]
- 群馬県前橋市『お祭り』ソング『前橋おんど』[4]

## 出演
- エフエム栃木 (RADIO BERRY) 『国際医療福祉大学presentsえりのあ便り』毎週金曜日22:55 - 23:00

## 寄稿
- 下野新聞 『えりのあのニコニコ育児日記』毎月第1･第3月曜日
- 東京新聞 『とちぎ元気アップ』毎月第一月曜日